# Tumulus de Nouverteils
Le tumulus de Nouverteils, appelé aussi tumulus de la Pierre Pèse (Pèze), tumulus de Russell, ou tumulus des Américains, est situé sur la commune de Limalonges, dans les Deux-Sèvres.

## Historique
L'historien et linguiste régional Alexis Favraud en donne une représentation en 1897. L'archéologue américain James T. Russell fouille le site en 1927. Le tumulus est inscrit au titre des monuments historiques en 1993.

## Description
Le tumulus de Nouverteils est situé à environ 200 m au nord de la Pierre Pèse. Sur le croquis de Favraud, le tumulus est encore élevé. Sur le plan dressé par Russell, le tumulus est représenté par un cercle parfait de 26,3 m de diamètre, alors qu'il se présente désormais comme un ovale irrégulier, cette déformation étant peut-être due aux déblais de fouilles.
Le quart nord-est du tumulus abrite les vestiges d'un dolmen simple en T, qui était déjà ruiné lors des fouilles de Russell. Il ne comporte plus que trois dalles de fond (une au nord, deux au sud) et une dalle latérale à l'ouest, ainsi que trois petits orthostates. La chambre funéraire mesure 4,60 m sur 2,20 m. Elle était surmontée d'une table de couverture qui fut déplacée dans un village voisin à la fin du XIXe siècle. Le couloir, très décentré, ouvre à l'est. Il est délimité, côté nord, par une petite dalle de 1,10 m de longueur sur 0,30 m de hauteur, prolongée par un mur de pierres sèches. Selon Russell, les pierres en calcaire proviennent de la vallée voisine de la Charente.
Au centre du tumulus Russell découvrit une fosse ovale (grand axe ouest/est 4,60 m, petit axe nord/sud 1,80 m), creusée dans le substrat rocheux calcaire, et un second trou (0,90 m sur 1,50 m). L'excavation était pour partie entourée de murs semi-circulaires. Selon Claude Burnez, ces vestiges pourraient correspondre à une première sépulture de type atlantique, de forme circulaire et couverte en encorbellement.

## Vestiges archéologiques
Dans la construction circulaire centrale, Russell mit au jour des fragments osseux humains et quelques tessons de poterie. L'intérieur du dolmen abritait au moins 11 individus, 21 pointes de flèches, 7 grattoirs grossiers, 1 hache polie en fibrolithe, 2 lames de silex finement retouchées, 1 perle en pierre verte, 1 disque percé en calcaire, 3 poinçons en os, 1 anneau de fer, 1 clou et 1 petit pot entier à pâte rouge contenant une prémolaire. Ces objets sont désormais conservés pour partie aux musées de Washington et de Civray, et pour partie disparus.
L'édifice aurait été visité à l'Âge du fer, mais les pointes de flèches à pédoncule et ailerons ont été attribuées à l'Artenacien (Néolithique).